# Astra Planeta
En la mitología griega las «estrellas errantes» o astra planeta (en griego antiguo: πλανήται, romanizado: planétai; en latín: planetae; literalmente «errantes», o en griego πλανωμένοι ἀστέρες, romanizado: planōménoi astéres; latín: stellae errantes, lit. «estrellas errantes»), eran los cinco planetas conocidos a simple vista por los antiguos astrónomos griegos y romanos. Hay que aclarar que para la cosmovisión astronómica de la Antigüedad estos ‘planetas’ eran interpretados como estrellas que se movían por la bóveda de los cielos y no como planetas en el sentido moderno de la palabra. 
Sus nombres son Fenonte o Fenón (Júpiter), Faetonte o Faetón (Saturno o Sol), Piroidés o Piréis (Marte), Fósforo, Héspero o Lucifer (Venus) y Estilbonte o Estilbón (Mercurio). 
Les asignaron diversos nombres, los asociaron con diferentes dioses y atribuyeron diversas cualidades a su comportamiento aparente en el cielo. Otros añaden a los siete astros —incluyendo al Sol y la Luna—, conceptos que ha sobrevivido en las lecturas astrológicas. Otros añadieron las estrellas fijas, a guisa de un solo planeta, junto con la propia Tierra y la Antitierra (Ἀντίχθων, Antíchthōn), formando así un sistema de diez astros.  

En la mitología clásica se dice que todas las estrellas o astros habían nacido de dos dioses preolímpicos: 
«Con Astreo, Eos dio a luz a Heósforo, a los brillantes astros y a todo cuanto corona el cielo». 

## Versión griega
Acerca de los cinco astros que reciben el nombre de planetas por tener movimiento propio. Se dice que son cinco dioses. El primero es el astro de Zeus, Fenonte, de tamaño grande. Al segundo lo llamaron Faetonte y no es grande; éste recibió su nombre del Helios. El tercero es de Ares; se le llama Piroidés, no es grande, su color es semejante al que se encuentra en el Águila. El cuarto es Fósforo, pertenece a Afrodita y es de color blanco; es el mayor de todos estos astros y lo llaman tanto Héspero como Fósforo. El quinto es de Hermes: Estilbonte, brillante y pequeño. Se le concedió a Hermes porque él fue quien primero definió el orden del cielo y la situación de los astros, quien calculó las estaciones y dio a conocer los momentos de los cambios de tiempo. Se le llama «Radiante» porque él lo creó con tal aspecto.

## Versión latina
Nos queda hablar de las cinco estrellas que muchos han llamado «errantes» y que los griegos llamaban «planetas». Una de ellas es la estrella de Jove, de nombre Fenón, un joven a quien Prometeo hizo sobresalir a todos los demás en belleza cuando estaba haciendo al hombre, como dice Heráclides Póntico. Cuando pretendió retenerlo, sin presentarlo a a Jove como a los demás, Cupido informó de ello a Jove, tras lo cual Mercurio fue enviado a Fenonte y le persuadió para que acudiera a Jove y se convirtiera en inmortal. Por eso fue colocado entre las estrellas.
La segunda estrella es la de Sol; otros dicen que la de Saturno. Eratóstenes afirma que se llama Faetón, del hijo de Sol (Helios) [Faetonte]. Muchos han escrito sobre él, como que condujo tontamente el carro de su padre y prendió fuego a la tierra. Debido a esto fue golpeado con un rayo de Jove, cayó al río Eridano y fue transportado por Sol a las constelaciones.
La tercera estrella es la de Marte, aunque otros dicen que pertenece a Hércules. La estrella de Marte sigue a la de Venus, como dice Eratóstenes, por la  iguiente razón: Cuando Vulcano se desposó a Venus, y a causa de su cuidadosa vigilancia, Marte no tuvo oportunidad de verla, Marte no obtuvo nada de Venus excepto que su estrella siguiera a la de ella. Como ella lo inflamó violentamente de amor, llamó a la estrella Piréis, indicando este hecho.
La cuarta salida es la de Venus, Lucifer de nombre. Algunos dicen que es de Juno. En muchos mitos también se dice que es Héspero. Parece ser la mayor de todas las estrellas. Algunos han dicho que representa al hijo de Aurora y Céfalo, que superó a muchos en belleza, de modo que incluso compitió con Venus. Venus, como dice Eratóstenes, por esta razón, se llama la estrella de Venus. Es visible tanto al amanecer como al atardecer, por lo que propiamente se la ha llamado tanto Lucifer y Héspero.
La quinta estrella es la de Mercurio, llamada Estilbón. Es pequeña y brillante. Se atribuye a Mercurio porque fue el primero en establecer los meses y percibir los cursos de las constelaciones. Evémero dice que Venus estableció primero las constelaciones y se las enseñó a Mercurio.